# Nachtigal Peak
Nachtigal Peak är en bergstopp i Sydgeorgien och Sydsandwichöarna (Storbritannien). Den ligger i den nordvästra delen av Sydgeorgien och Sydsandwichöarna. Toppen på Nachtigal Peak är 1 161 meter över havet.
Terrängen runt Nachtigal Peak är kuperad åt nordost, men åt sydväst är den bergig.  Trakten runt Nachtigal Peak är nära nog obefolkad, med mindre än två invånare per kvadratkilometer. Det finns inga samhällen i närheten. Trakten runt Nachtigal Peak är permanent täckt av is och snö.